# Dulverton
Dulverton est une ville du comté du Somerset, en Angleterre.

## Démographie
Sa population est de 1 408 habitants.